# フローレス島 (ポルトガル)
フローレス島（ポルトガル語: Ilha das Flores）は、大西洋上にあるマカロネシアの一部、ポルトガル領のアゾレス諸島を構成する9つの主要な島のうち、最西端に位置する人口約1500人の島である。モンシケ島のようにアゾレス諸島を構成する島の中には、さらに西に位置する島も存在する。

## 地学

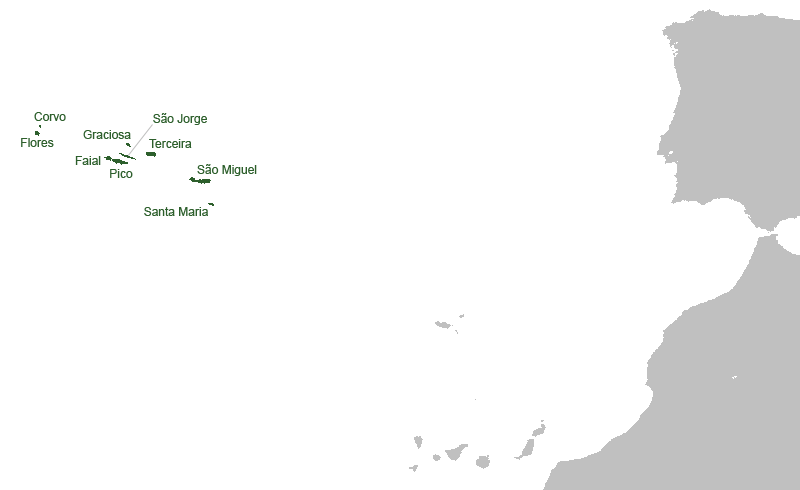
アゾレス諸島を構成する主要な9島の位置関係

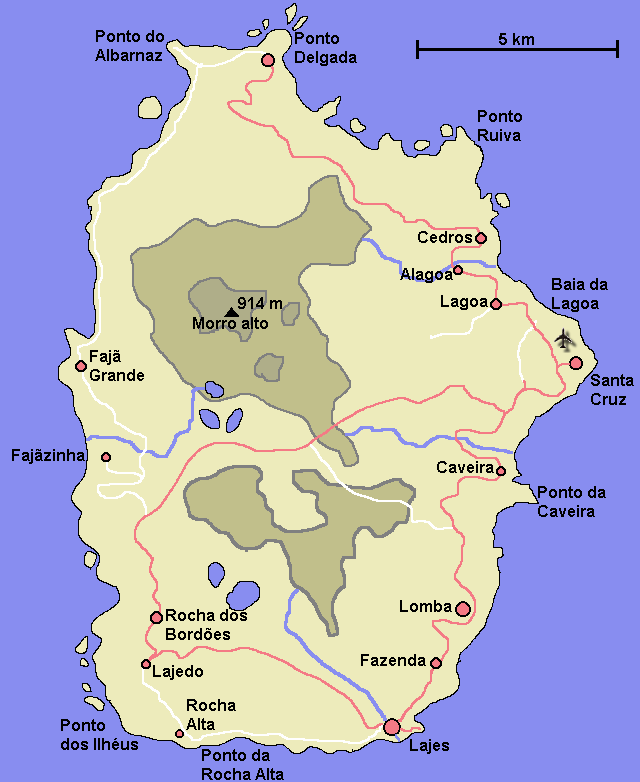
フローレス島の地図

フローレス島は南北方向を長軸とする楕円に近い形をした島である。長軸方向は約17 km、短軸方向（東西方向）が約12.5 km、面積は約143 km2である。大西洋中央海嶺上に存在するホットスポットの1つである、アゾレス・ホットスポットによってアゾレス諸島が形成されたと考えられている。フローレス島もまた火山活動によって形成された島と考えられており、約143 km2島内には7つもの火口湖が存在している。アゾレス諸島は東側がユーラシアプレート上に、西側が北アメリカプレート上に乗っているとされており、フローレス島は北アメリカプレート上に乗っている。フローレス島の最高標高地点はアウトゥ丘にある914mの無名地点である。アウトゥ丘もまた火山活動によって形成されたとされている。
フローレス島はアゾレス諸島でコルボ島に次ぐ生物多様性が高い島であり、中央高原にはAmmi trifoliatum、Angelica lignescens、Euphorbia stygiana、Frangula azorica、アゾレスネズミサシ、Leontodon filii、Leontodon rigens、Myosotis maritima、Pericallis malvifolia、トキワガマズミなどの多様な植物の生える森林、湿地およびアゾレスヤマコウモリの生息地、沿岸にはベニアジサシの営巣地がある。2009年に島および周辺の海域はユネスコの生物圏保護区に指定された。また、中央高原には標高の高い泥炭地およびネグラ湖、フンダ湖などの淡水湖があり、2008年にラムサール条約登録地となった。

## 気候
アゾレス諸島のほかの地域よりも降水量が多く、一年間の雨日数は240日であり、3分の2は雨が降る。この地域特有の夏の乾燥も弱いことから温暖湿潤気候に区分される。
| 月                       | 1月           | 2月           | 3月           | 4月           | 5月         | 6月          | 7月          | 8月          | 9月          | 10月          | 11月          | 12月          | 年              |
| ------------------------ | ------------- | ------------- | ------------- | ------------- | ----------- | ------------ | ------------ | ------------ | ------------ | ------------- | ------------- | ------------- | --------------- |
| 最高気温記録 °C （°F）   | 20.2 (68.4)   | 20.7 (69.3)   | 21.8 (71.2)   | 22.5 (72.5)   | 24.8 (76.6) | 26.5 (79.7)  | 29.8 (85.6)  | 30.0 (86)    | 29.4 (84.9)  | 27.4 (81.3)   | 25.0 (77)     | 21.9 (71.4)   | 30.0 (86)       |
| 平均最高気温 °C （°F）   | 16.5 (61.7)   | 16.3 (61.3)   | 16.9 (62.4)   | 17.5 (63.5)   | 19.3 (66.7) | 21.7 (71.1)  | 24.2 (75.6)  | 25.3 (77.5)  | 24.0 (75.2)  | 21.5 (70.7)   | 19.3 (66.7)   | 17.6 (63.7)   | 20.0 (68)       |
| 日平均気温 °C （°F）     | 14.0 (57.2)   | 13.6 (56.5)   | 14.3 (57.7)   | 15.0 (59)     | 16.6 (61.9) | 18.9 (66)    | 21.3 (70.3)  | 22.3 (72.1)  | 21.1 (70)    | 18.8 (65.8)   | 16.7 (62.1)   | 15.1 (59.2)   | 17.3 (63.1)     |
| 平均最低気温 °C （°F）   | 11.3 (52.3)   | 10.9 (51.6)   | 11.5 (52.7)   | 12.2 (54)     | 13.8 (56.8) | 16.0 (60.8)  | 18.2 (64.8)  | 19.1 (66.4)  | 18.0 (64.4)  | 16.0 (60.8)   | 14.2 (57.6)   | 12.5 (54.5)   | 14.5 (58.1)     |
| 最低気温記録 °C （°F）   | 2.1 (35.8)    | 4.0 (39.2)    | 3.4 (38.1)    | 5.0 (41)      | 7.2 (45)    | 9.2 (48.6)   | 11.4 (52.5)  | 12.6 (54.7)  | 11.1 (52)    | 9.1 (48.4)    | 6.5 (43.7)    | 4.0 (39.2)    | 2.1 (35.8)      |
| 降水量 mm （inch）       | 198.0 (7.795) | 191.3 (7.531) | 138.9 (5.469) | 108.8 (4.283) | 95.5 (3.76) | 85.7 (3.374) | 62.6 (2.465) | 83.9 (3.303) | 127.5 (5.02) | 147.1 (5.791) | 191.9 (7.555) | 210.9 (8.303) | 1,642.1 (64.65) |
| 平均降水日数 （≥0.1 mm） | 23.9          | 22.0          | 21.1          | 18.6          | 18.6        | 15.7         | 15.0         | 16.4         | 19.7         | 21.9          | 22.1          | 24.7          | 239.7           |
| 出典：Weatherbase        |               |               |               |               |             |              |              |              |              |               |               |               |                 |

## 島名について
島名の「フローレス」（flores）とは、ポルトガル語で「花」という意味である。島内では夏期に青色やピンク色のアジサイの花が見られる。

## 軍事
フローレス島はポルトガル領ながら、フランスと軍事協定を締結しており、島内にはフランス軍の軍事基地が設置されている。

## 交通

### 空港
- フローレス空港（英語版）